# Редутово
Реду́тово (ранее Редутова) — посёлок в Чесменском районе Челябинской области России. Административный центр и единственный населённый пункт Редутовского сельского поселения. 

## География
Через посёлок протекает река Туеткан. Расстояние до районного центра села Чесма 17 км.

## Население
| 2002 | 2010 | 2011 | 2012 | 2013 | 2014 | 2015 |
| ---- | ---- | ---- | ---- | ---- | ---- | ---- |
| 478  | ↘407 | ↘405 | ↘385 | ↗389 | ↘380 | ↗394 |
| 2016 | 2017 | 2018 | 2019 | 2020 | 2021 |      |
| ↘391 | ↘382 | ↘361 | ↗362 | →362 | ↘298 |      |

По данным Всероссийской переписи, в 2010 году численность населения посёлка составляла 407 человек (172 мужчины и 235 женщин).  В посёлке, в основном, проживают татары и казахи.

## Улицы
Уличная сеть посёлка состоит из 4 улиц.